# Jean-François Sivadier
Jean-François Sivadier (* 11. Juli 1963) ist ein französischer Schauspieler, Autor und Oper- und Theater-Regisseur.

## Leben
Sivadier machte seine Ausbildung am Centre théâtral du Maine und war dann Schauspielschüler am Théâtre national de Strasbourg. An der Seite von Didier Georges Gabily hat er mit ihm in dessen Stücken gespielt und hat seine erste Regie mit dem Doppelstück Dom Juan/Chimère et autres Bestioles im Jahr 1996 übernommen. Im gleichen Jahr war er Regisseur von Italienne avec orchestre danach Italienne scène et orchestre. Im Jahr 2003 erhielt er dafür den Grand Prix du Syndicat de la Critique. Seit dem Jahr 2004 ist er regulärer Regisseur an der Opéra de Lille: 2004 setzte er dort mit Madame Butterfly das erste Stück in Szene und zu Beginn der Saison 2006/2007 inszenierte er Italienne avec orchestre.

## Regisseur

### Theater
- 1997: Italienne avec orchestre von Jean-François Sivadier, Cargo in Grenoble
- 1998: Noli me tangere, impromptu de Jean-François Sivadier, Théâtre national de Bretagne, Rennes
- 2000: La Folle journée, ou le Mariage de Figaro von Beaumarchais, Théâtre national de Bretagne
- 2002: La Vie de Galilée de Bertolt Brecht, Festival d’Avignon
- 2003: Italienne, scène et orchestre, de Jean-François Sivadier, Théâtre national de Bretagne
- 2005: La Mort de Danton von Georg Büchner, Festival d’Avignon
- 2005: La Vie de Galilée von Bertolt Brecht, Festival d’Avignon
- 2007: Le Roi Lear von William Shakespeare, Festival d’Avignon, Théâtre Nanterre-Amandiers
- 2008: Partage de midi von Paul Claudel, unter der gemeinsamen Regie der Schauspieler Gaël Baron, Nicolas Bouchaud, Charlotte Clamens, Valérie Dréville, Jean-François Sivadier, Festival d’Avignon Carrière de Boulbon
- 2009: La Dame de chez Maxim von Georges Feydeau, Théâtre national de Bretagne, Odéon-Théâtre de l’Europe, tournée.
- 2011: Noli me tangere, Überarbeitung, von Jean-François Sivadier, Théâtre national de Bretagne, Odéon-Théâtre de l’Europe-Ateliers Berthier
- 2013: Le Misanthrope, Théâtre national de Bretagne[1]

### Oper
- 2004: Madame Butterfly von Giacomo Puccini, Opéra de Lille
- 2006: Wozzeck, Oper von Alban Berg
- 2011: La traviata, Oper von Giuseppe Verdi beim Festival d’Aix-en-Provence[2]
- 2011–2015: La Traviata an der Wiener Staatsoper
- 2012: L’incoronazione di Poppea, Oper von Claudio Monteverdi an der Opéra de Lille

## Schauspieler

### Theater
- 1986: L’Échange von Paul Claudel, Regie: Didier-Georges Gabily, Centre Théâtral du Maine
- 1989: Léonce et Léna von Georg Büchner, Regie: Jacques Lassalle, présenté par les élèves de l’École supérieure d’art dramatique du Théâtre national de Strasbourg, Festival d’Avignon
- 1989: Titus Andronicus von William Shakespeare, Regie: von Daniel Mesguich
- 1989: Idées sur le geste et l’action théâtrale von Johann Jakob Engel, dargestellt von den Schülern der l’École supérieure d’art dramatique du Théâtre national de Strasbourg, Festival d’Avignon
- 1990: Bérénice von Racine, Regie: Jacques Lassalle, Théâtre national de Strasbourg
- 1990: La Veuve von Corneille, unter der Regie von Christian Rist, Théâtre de l’Athénée-Louis-Jouvet, Théâtre des Treize Vents, Théâtre national de Strasbourg
- 1991: Bérénice von Racine, unter der Regie von Jacques Lassalle, Théâtre des Treize Vents, Nouveau théâtre d’Angers
- 1991: Violences Didier-Georges Gabily, lecture au Festival d’Avignon
- 1991: La vie parisienne von Jacques Offenbach, unter der Regie von Alain Françon, Théâtre du Huitième Lyon
- 1992: Chimère et autres bestioles von Didier-Georges Gabily, lecture Festival d’Avignon
- 1993: Faust von Goethe, Regie: Dominique Pitoiset, Théâtre de l’Athénée-Louis-Jouvet, Nouveau Théâtre d’Angers
- 1993: Enfonçures von Didier-Georges Gabily, unter der Regie des Autors, Festival d’Avignon
- 1994: Partage de midi von Paul Claudel, Regie: Serge Tranvouez
- 1995: Peines d’amour perdues von William Shakespeare, Regie: Laurent Pelly, Odéon-Théâtre de l’Europe
- 1997: Italienne avec orchestre von Jean-François Sivadier, unter der Regie des Autors
- 1998: Henri IV von William Shakespeare, Regie: Yann-Joël Collin, Le Maillon Strasbourg
- 1999: Henri IV von William Shakespeare, Regie: Yann-Joël Collin, Théâtre Gérard Philipe, Festival d’Avignon
- 2000: Henri IV von William Shakespeare, Regie: Yann-Joël Collin, Opéra Comédie Montpellier
- 2002: Jeanne d’Arc au bûcher Oper von Arthur Honegger, Regie: Stanislas Nordey, Festival dans la Ruhr
- 2002: La Vie de Galilée von Bertolt Brecht, Regie: Jean-François Sivadier, Festival d’Avignon
- 2003: Italienne, scène et orchestre von Jean-François Sivadier, mise en scène de l’auteur
- 2005: La Mort de Danton von Georg Büchner, Regie Jean-François Sivadier, Festival d’Avignon
- 2005: La Vie de Galilée von Bertolt Brecht, mise en scène Jean-François Sivadier, Festival d’Avignon
- 2007: Le Roi Lear von William Shakespeare, mise en scène Jean-François Sivadier, Festival d’Avignon, Théâtre Nanterre-Amandiers
- 2008: Partage de midi de Paul Claudel, Regie: Gaël Baron, Nicolas Bouchaud, Charlotte Clamens, Valérie Dréville, Jean-François Sivadier, Festival d’Avignon Carrière de Boulbon
- 2011: Traversée, lectures à l’occasion des 40 ans de Théâtre Ouvert, France Culture Festival d’Avignon

### Fernsehen
- 1991: La Vie parisienne
- 1992: Pour une fille en rouge
- seit 2012: The Returned (Les Revenants)
- seit 2019: Giftige Saat (Jeux d’influence, Fernsehserie)

## Werke
- 2002: Italienne avec orchestre, Besançon, France, Éditions Les Solitaires Intempestifs, coll. ISBN 978-2-84681-035-7
- 2003: Italienne scène, Besançon, France, Éditions Les Solitaires Intempestifs, coll. « Bleue » ISBN 978-2-84681-085-2
- 2011: Noli me tangere, Besançon, France, Éditions Les Solitaires Intempestifs, coll. « Bleue » ISBN 978-2-84681-252-8

## Nominierungen
- 2005: Nominierung für die Beste Regie des Theaterpreises Molière für Italienne scène et orchestre
- 2010: Nominierung für die Beste Regie des Theaterpreises Molière für La Dame de chez Maxim
- 2014: Nominierung für die Beste Regie eines Stückes an einem öffentlichen Theater für Le Misanthrope